# Port lotniczy Sztokholm-Bromma
Port lotniczy Sztokholm-Bromma (IATA: BMA, ICAO: ESSB) – port lotniczy położony 9 km na zachód od centrum Sztokholmu, w Szwecji.
W 2024 port utracił ponad 90% ruchu lotniczego, co zapoczątkowało rozmowy nad zamknięciem lotniska. W styczniu 2025 z lotniska odlatywał średnio 1 samolot dziennie.

## Kierunki lotów i linie lotnicze
Według stanu na styczeń 2025 port lotniczy obsługiwany był przez 1 linię lotniczą, która oferowała bezpośrednie połączenie na 1 kierunku krajowym:
| Linia lotnicza | Kierunek                  |
| -------------- | ------------------------- |
| NyxAir         | 1. Trollhättan-Vänersborg |